# Trachyphloeus laticollis
Trachyphloeus laticollis  (лат.) — вид долгоносиков из подсемейства Entiminae.

## Описание
Жук длиной 2,5—3 мм. Имеет желтовато-серый окрас, на более светлом фоне имеются тёмно-бурые пятнышки, особенно на переднеспинки, на четвёртом, шестом и восьмом промежутках между бороздками. Надкрылья с недлинными, не расширенными щетинками. Спинка головотрубки узкая, сильно сужена к месту прикрепления усиков. Усики тонкие, сегменты жгутика слабо поперечные. Переднеспинка едва в полтора раза шире длины, бока её округлены.